# Бији (Долина Оазе)
Бији (фр. Buhy) је насељено место у Француској у региону Париски регион, у департману Долина Оазе.
По подацима из 2011. године у општини је живело 310 становника, а густина насељености је износила 45,19 становника/km².

## Демографија
| 1962. | 1968. | 1975. | 1982. | 1990. | 2011. |
| ----- | ----- | ----- | ----- | ----- | ----- |
| 194   | 159   | 153   | 197   | 239   | 310   |